# Пагода Дацинь

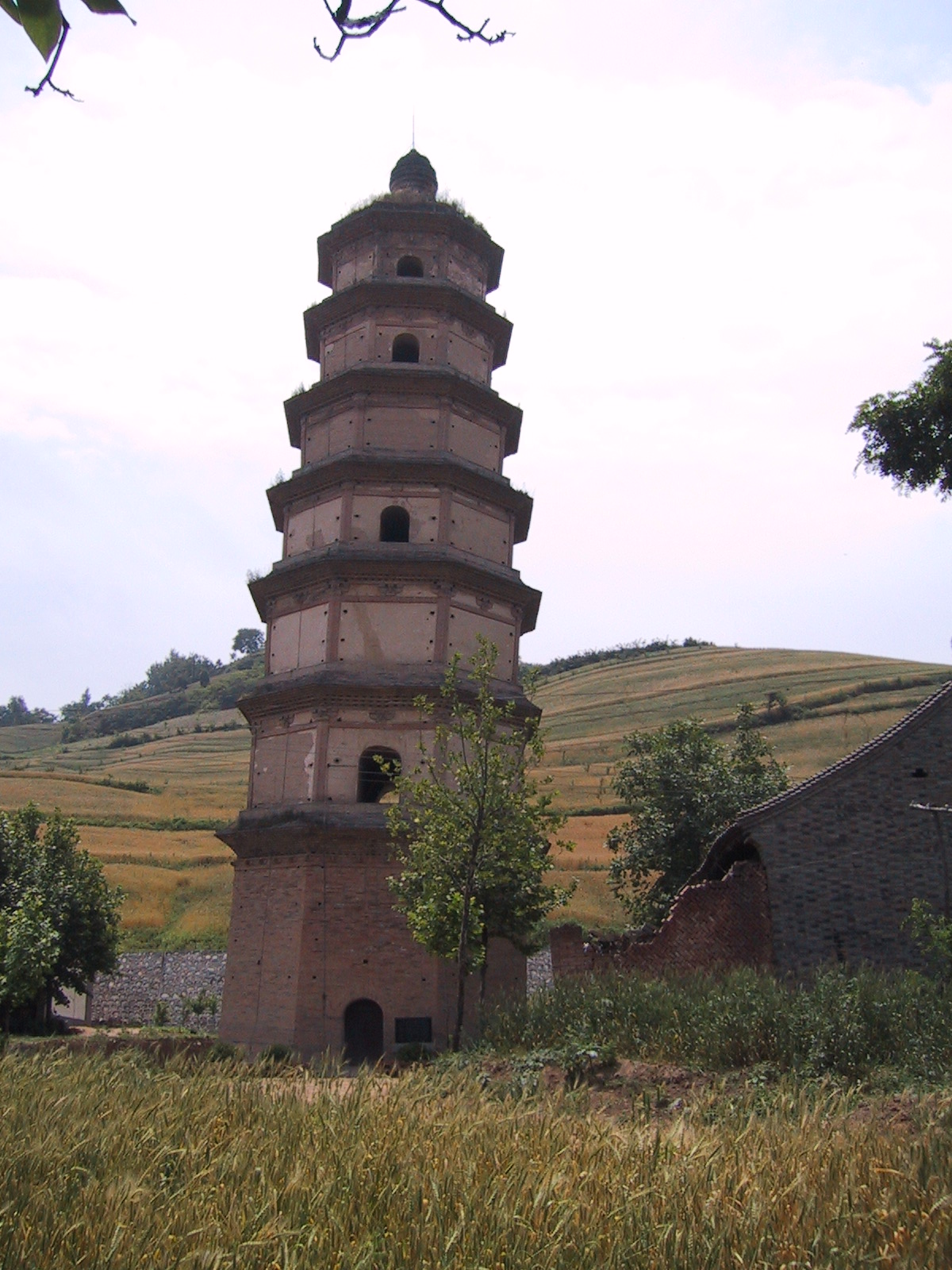
Пагода-церковь Дацинь

Пагода Дацинь (кит. 大秦塔 — «римская башня») в уезде Чжоучжи (周至县) китайской провинции Шэньси около города Сиань — древнейшая христианская церковь на Дальнем Востоке. Воздвигнута христианами-несторианами (представители Ассирийской церкви) приблизительно в 640 году. Первоначально входила в состав монастыря.
В VIII веке получила название «Дацинь» — так древние китайцы именовали Римскую империю и Византию. Во время преследований христиан в Китае (ок. 845 г.) храм пришёл в запустение. В XIV веке сооружение облюбовали буддистские монахи, которые покинули его вслед за землетрясением 1556 года, завалившим подземные переходы и нанёсшим большой ущерб зданию. В 1998 году китайское правительство признало пагоду одним из немногих сохранившихся памятников несторианского христианства в Китае и взяло её под охрану, присвоив статус объекта национального достояния Китая.
На стенах памятника по сей день можно разглядеть изображения Рождества Христова и Ионы под стенами Ниневии. Также сохранились отдельные надписи на сирийском языке. В настоящее время сохранности пагоды угрожают не столько землетрясения, сколько периодические наводнения. В 1999 году была проведена косметическая реставрация; в ходе новых работ предполагается расчистить погребённые в XVI веке подземные залы.
У пагоды установлена на черепахе-биси копия так называемой «Несторианской стелы», возведенной в 781 году представителями той же Ассирийской церкви. Оригинал стелы находится в музее «Лес стел». В трёх километрах к востоку от пагоды находится знаменитый храмовый комплекс Лоугуаньтай.